# Rio Maracá
Pour les articles homonymes, voir Maraca (homonymie).
Le rio Maracá est un cours d'eau brésilien qui baigne l'État d'Amapá. 

## Géographie
Il prend sa source et coule sur la municipalité de Mazagão. Il se jette dans le canal du Nord du delta de l'Amazone.